# Uggle-Per
Uggle-Per, född okänt år, död 28 april 1684 i Loshult, norr om Osby, var en snapphaneledare i Göinge under snapphanekriget 1675-1679. Han ingick i Caspar Dues friskyttekompani. 
Uggle-Per hette egentligen Per Månsson. Uggle-Per hade sex bröder som hette Trued, Sven, Nils, Erik, Olof och Karl Månsson. De kallade sig för Uggleherarna, då de kom från Uggletorpet som låg i norra delen av Glimåkra socken. Here är ett göingeskånskt dialektord för pojke. 
Två av bröderna, Uggle-Sven och Uggle-Nils hade efter krigets slut suttit i Kristianstads fängelse. De hade sedan rymt från fängelset och mött upp med sin bror Uggle-Per. De tre bröderna tillfångatogs 1683 och ställdes inför rätta under ett ting i Knislinge den 22 februari 1684. Innan de dömdes till döden förhördes de var för sig. Deras brott omfattade bland annat stöld och röveri samt mord och våldtäkt. Uggle-Per hade bland annat skjutit ihjäl en bonde och två ryttare efter krigets slut. De tre bröderna avrättades i Loshult den 28 april 1684.
Uggle-Per blev dömd till halshuggning, partering, stegling och huvudet skulle sättas på en påle och kroppen skulle läggas hel på stegel och hjul. Även bröderna Uggle-Sven (Sven Månsson) och Uggle-Nils (Nils Månsson) halshöggs. Uggle-Sven steglades men Uggle-Nils blev begravd.